# Забєлін Іван Єгорович
Іван Єгорович Забє́лін (рос. Иван Егорович Забелин; 17 (29) вересня 1820 — 31 грудня 1908 (13 січня 1909)) — російський історик, археолог, почесний член Петербурзької Академії Наук (з 1907 р.). Член Московського археологічного товариства. Вивчав історію давньоруської держави та Москви, а також ремесла та побут феодальної епохи.
Розкопував скіфські та грецькі могили північного Причорномор'я, зокрема Чортомлицьку. В 1837–1852 працював в Оружейній палаті.
Тарас Шевченко познайомився з Забєліним 21 березня 1858. Того самого року разом з Шевченком та іншими прогресивними діячами Забєлін підписав протест проти антисемітської вихватки журналу «Иллюстрация». Поет згадував російського історика у «Щоденнику» 21 березня 1858.

## Біографія
Закінчивши Преображенське училище в Москві, не зміг продовжити освіту через нестачу коштів і в 1837 поступив на службу в Оружейну палату канцелярським служителем другого розряду. Знайомство з Стройовим і Снєгирьовим пробудило в Забєліна інтерес до вивчення російської старовини.
За архівними документами він написав свою першу статтю про поїздки російських царів на прощу до Троїце-Сергієву лавру, надруковану в скороченому варіанті в «Московських губернських відомостях» в № 17 за 1842. Стаття, вже перероблена і доповнена, з'явилася в 1847 в «Читання Московського товариства історії та старожитностей», і в той же час Забєлін був обраний в члени-змагателі товариства. Прочитаний Грановським на дому курс історії розширив історичний кругозір Забєліна — в 1848 він отримав місце помічника архіваріуса в Двірцевій конторі, а з 1856 займав тут місце архіваріуса.
У 1835–1854 роках Забєлін працював викладачем історії в Костянтинівському межовому інституті.
У 1859 за пропозицією графа Сергія Григоровича Строганова Забєлін перейшов до Імператорської археологічну комісію молодшим членом, і йому були доручені розкопки скіфських курганів в Катеринославській губернії і на Таманському півострові, близько Керчі, де було зроблено безліч цікавих знахідок.
Результати розкопок описані Забєліним в «Древностях Геродотової Скіфії» (1866 і 1873) і в звітах Археологічної комісії. У 1876 Забєлін залишив службу в комісії. У 1871 р. університет св. Володимира удостоїв його ступеня доктора російської історії. У 1879 р. він був обраний головою Московського товариства історії і старожитностей і потім товаришем голови Імператорського Російського Історичного музею імені Імператора Олександра III.
У 1884 Академія наук обрала Забєліна в число членів-кореспондентів, а в 1892 — почесним членом. На урочистому святкуванні 50-річного ювілею в 1892 Забєліна привітав весь російський вчений світ.
Дослідження Забєліна стосувалися, головним чином, епох Київської Русі і становлення Московської держави. У галузі історії побуту та археології найдавніших часів його праці займали одне з перших місць. Забєліна також цікавили корінні питання особливостей життя російського народу.
Відрізняє риса його робіт — це віра в самобутні творчі сили російського народу і любов до нижчого класу, «міцного і здорового морально, народу-сироті, народу-годувальнику». Глибоке знайомство зі старовиною і любов до неї відбивалися і в мові Забєліна, виразному і оригінальному, з архаїчним, народним відтінком. При всьому своєму ідеалізмі Забєлін не приховує і негативних сторін давньої російської історії: приниження ролі особистості в роду і домостроєвської сім'ї та інше. Розбираючи ідейні основи російської культури, він відзначає також важливе значення економічних відносин в історії політики і культури.

## Дослідження курганів
- У 1860 році Іван Єгорович частково досліджував Краснокутський курган.
- У 1862–1863 роках експедиція Імператорської Археологічної комісії під його керівництвом досліджувала курган Чортомлик.
- У 1865 році Забєлін досліджував курган Козел.